# Chevrolet Cruze
O Chevrolet Cruze foi um automóvel de porte médio apresentado pela General Motors na edição de 2008 do Paris Motor Show.
O preferido das Mulheres pela pesquisa da Revista (O Poder Feminino) de janeiro de 2016.[carece de fontes?]

## História
O Chevrolet Cruze foi um sedã projetado pela General Motors em conjunto com a Coreana Daewoo. Há também no Japão, um crossover compacto com esse nome. O modelo chegou ao mercado Brasileiro em setembro de 2011, substituindo o Chevrolet Vectra e Chevrolet Astra, fazendo frente a outras caras novas do mercado, como Citroën C4 Lounge (CAR Awards 2014), Peugeot 408, Renault Fluence, Honda Civic, Hyundai Elantra, Toyota Corolla e Volkswagen Jetta. O Cruze também possuía uma versão hatchback, apresentada em abril de 2012, denominada, Cruze Sport6, idealizada para substituir o Vectra GT.
O veículo teve a produção encerrada em dezembro de 2023.

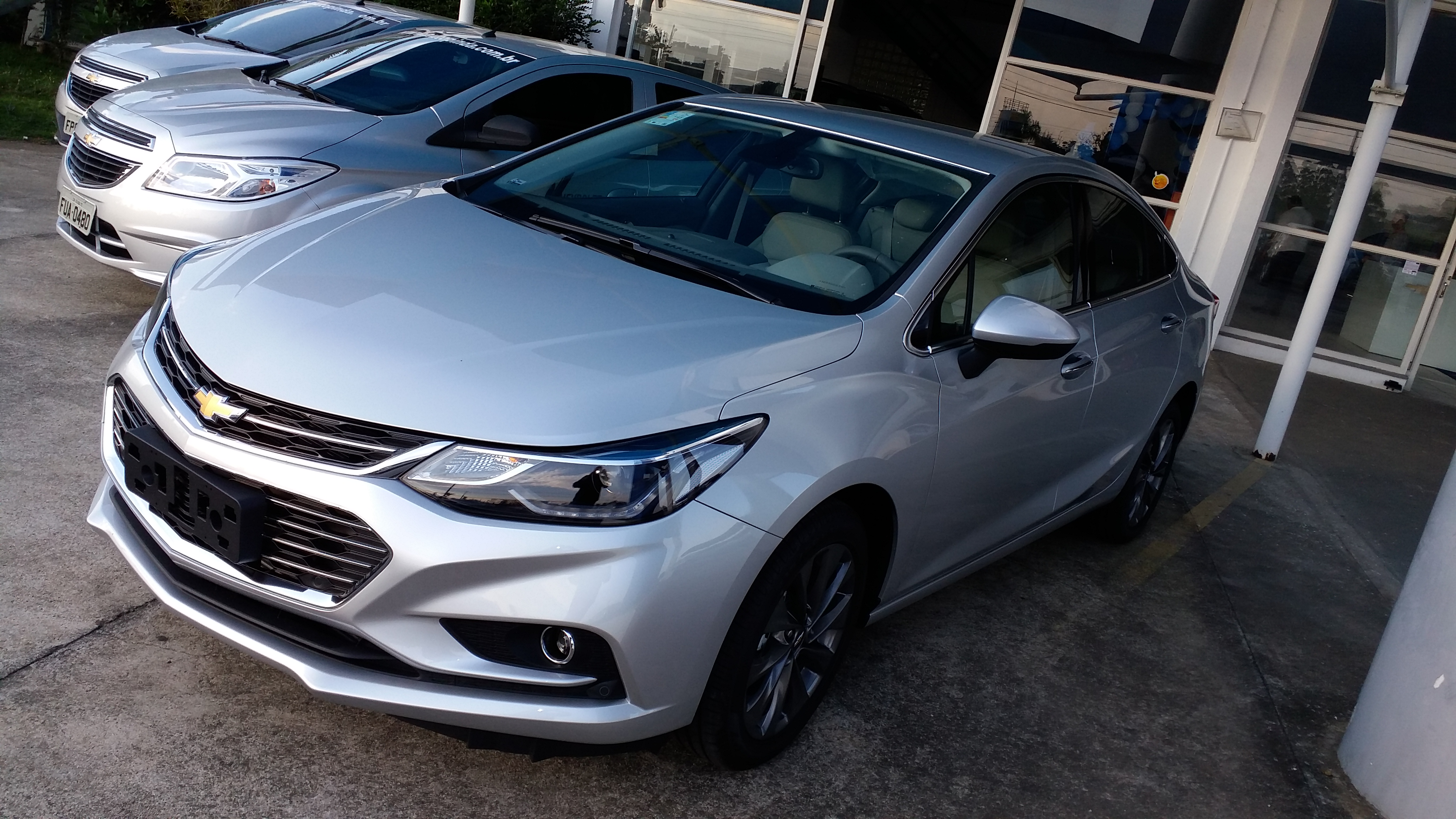
A segunda geração do Chevrolet Cruze.

## Motorização
No Brasil, o Chevrolet Cruze de primeira geração foi equipado com o motor ECOTEC de 1,8 litros bicombustível de aspiração natural, rendendo 144 cv de potência e 18,9 kgfm de torque quando abastecido com etanol.
Já a segunda geração do modelo adotou um motor ECOTEC de 1,4 litros bicombustível sobrealimentado com turbocompressor e injeção direta de combustível, rendendo 153 cv de potência e 24,5 kgfm de torque quando abastecido com etanol.
A segunda geração do Cruze também aboliu o reservatório de partida a frio e trouxe o sistema Start/Stop até então inédito no país para o modelo.

## Primeira Geração
O Chevrolet Cruze foi inicialmente disponibilizado no Brasil com a carroceria Sedan nas versões LT e LTZ, sendo a LTZ sem opcionais e a LT com três pacotes de opcionais.
Posteriormente foi ofertada a carroceria hatchback sob o nome de Sport6, trazendo teto solar na versão LTZ e a possibilidade desta vir equipada com cambio manual.

### Versão LT
Versão de entrada do Chevrolet Cruze no Brasil, contava com três pacotes de opcionais.
O câmbio manual de seis marchas era disponibilizado somente no pacote de entrada, que contava com bancos e painel com detalhes em tecido.
O segundo pacote de opcionais acrescia o câmbio automático de seis velocidades ao conjunto, sendo que havia um outro pacote que acrescia bancos e painel revestidos em couro.

### Versão LTZ
A versão LTZ somente foi disponibilizada na carroceria Sedan com cambio automático e bancos em couro na cor cinza claro. Trazia todos os opcionais da versão LT acrescentando faróis com acendimento automático, airbags de cortina, central multimídia e sistema de partida sem chave.
Havia ainda detalhes cromados no painel, maçanetas e tampa do porta malas e o painel central tinha detalhes em Black Piano e uma textura diferenciada na moldura do cambio e difusores de ar centrais.

## Competições
Participa do Campeonato Brasileiro de Marcas e Pilotos desde 2012, sendo campeão em 2016 com Nonô Figueiredo e em 2017 com Vicente Orige. Desde 2016 compete no Campeonato Brasileiro de Stock Car, tendo sido o campeão entre 2017 e 2021, além de 2023 e 2024.

## Chevrolet Cruze Sport6
O Cruze Sport6 foi a versão hatch do Chevrolet Cruze, lançado no Brasil em 2011. O modelo Sport6 sucedeu o Chevrolet Vectra GT, derivado do sedã Vectra, lançado inicialmente em 1993, sendo remodelado em 1996 e 2005, com produção encerrada definitivamente em 2011. O Cruze Sport6 é vendido com motor 1.8-16V Ecotec, câmbio manual de seis marchas, sendo disponível também com transmissão automática de seis marchas. O nome Cruze Sport6, é a junção do nome inicial (Cruze), com a carroceria esportiva (Sport) e o exclusivo câmbio de seis marchas (6).
Tinha a mesma oferta de equipamentos que o Sedan, sendo o único diferencial o fato da versão LTZ trazer teto solar como item de série e a possibilidade desta vir equipada com câmbio manual ou automático, sendo que no sedan somente havia opção de cambio automático na versão LTZ.
A Cruze Sport6 LTZ também trazia câmera de ré integrada com a central multimídia, equipamento este que somente foi disponibilizado na versão sedan a partir do modelo 2014.